# Pigmalión (hijo de Belo)
Pigmalión (en fenicio Pumayyaton) fue un rey de Tiro, hijo del rey Matán I y hermano de la reina Dido. Se sabe que vivió unos 56 años, reinando unos 47 de los mismos, hacia 821-774 a. C. Pigmalión codició los tesoros que Siqueo, sacerdote de Hércules, tuvo ocultos en el templo dedicado a este semidiós en Tiro. Obligó a su hermana Dido a casarse con Siqueo y la persuadió para que averiguara el paradero de dichos tesoros. Dido lo descubrió, pero mintió a su hermano Pigmalión diciéndole que se encontraban bajo el altar del templo, cuando en realidad estaban en el jardín. Pigmalión ordenó la muerte de Siqueo, el dueño de los tesoros y cuñado, y Dido, conociendo el plan de su hermano, desenterró los tesoros del jardín y huyó.
Existe una posible referencia a su figura en una inscripción fenicia del siglo IX a. C. encontrada en Cerdeña, según la reconstrucción de F. M. Cross.